# Lhasa (álbum)
Lhasa é o quarto álbum de estúdio da banda de rock japonesa La'cryma Christi, lançado em 25 de novembro de 1998. Os singles do álbum são "With-you", tema do programa de televisão Sunday Jungle e "Mirai Kōro" (未来航路),  tema de encerramento do anime Nightwalker. Além disso, a faixa-título "Lhasa" foi incluída no single "In Forest".

## Recepção e legado
Alcançou a 8ª na Oricon Albums Chart e permaneceu na parada por oito semanas. Vendeu cerca de 163,970 cópias na primeira semana de lançamento e foi certificado disco de platina pela RIAJ por vender mais de 400 mil cópias no total.
Já os singles "With-you" e "Mirai Kōro" alcançaram a 10ª e 3ª posição e venderam cerca de 191 mil e 169 mil cópias, respectivamente, e são os singles mais vendidos da banda. A banda DaizyStripper reproduziu a canção "With-you" no álbum de compilação Crush! -90's V-Rock Best Hit Cover Songs-, lançado em 26 de janeiro de 2011 apresentando bandas visual kei atuais fazendo covers de bandas que foram importantes para o movimento visual kei dos anos 90 e em sequência, Blu-Billion fez um cover de "Mirai Kōro", para o álbum Crush! 2 -V-Rock Best Hit Cover Songs-, lançado em 23 de novembro de 2011.

## Faixas
| N.º            | Título                        | Duração |  |
| 1.             | "Mirai Kōro" (未来航路)       | 3:52    |  |
| 2.             | "Tsuki no Mabuta" (月の瞼)    | 4:08    |  |
| 3.             | "With-you"                    | 5:15    |  |
| 4.             | "Shy"                         | 4:11    |  |
| 5.             | "Lhasa"                       | 5:37    |  |
| 6.             | "Green"                       | 4:11    |  |
| 7.             | "Pyscho Stalker"              | 3:42    |  |
| 8.             | "Frozen Spring"               | 5:56    |  |
| 9.             | "Tori ni Naruhi" (鳥になる日) | 5:22    |  |
| 10.            | "Zambara"                     | 7:18    |  |
| Duração total: | Duração total:                | 50:05   |  |

## Ficha técnica
- Taka – vocais, teclado
- Hiro – guitarra solo
- Koji – guitarra rítmica
- Shuse – baixo
- Levin – bateria